# Corazon Aquino
Maria Corazon "Cory" Cojuangco Aquino (25 tháng 1 năm 1933 – 1 tháng 8 năm 2009) là Tổng thống thứ 11 của Philippines và là một nhà hoạt động dân chủ, hòa bình, nữ quyền, và mộ đạo nổi tiếng thế giới. Bà giữ chức vụ tổng thống từ năm 1986 đến 1992. Bà là nữ tổng thống đầu tiên của Philippines nói riêng và của cả châu Á nói chung.
Tự nhận là một "nhà nội trợ giản dị", Aquino kết hôn với Nghị sĩ Benigno Aquino, Jr. (1932–1983), một nhân vật hàng đầu hoạt động chống đối chế độ chuyên quyền của Tổng thống Ferdinand Marcos. Sau khi chồng bà bị ám sát vào ngày 21 tháng 8 năm 1983, Aquino, trước đó chưa có kinh nghiệm chính trị, trở thành một tâm điểm và sức mạnh đoàn kết trong phong trào chống Marcos. Bà được mời ứng cử tranh đua với Marcos trong cuộc bầu cử tổng thống năm 1986. Sau khi Marcos được tuyên bố là người thắng cử mặc dù có nhiều cáo buộc gian lận bầu cử, Aquino được đưa vào chức vụ tổng thống trong cuộc Cách mạng Quyền lực Nhân dân không đổ máu.

## Đầu đời và học vấn
Corazon Cojuangco là người con thứ sáu trong một gia đình có tám người con ở tỉnh Tarlac, là một thành viên của một trong những gia đình lai Hoa giàu có nhất Philippines. Cha bà là Jose Cojuangco từ Tarlac và mẹ bà là Demetria Sumulong từ Antipolo, Rizal. Một người em trai của bà là Jose Cojuangco từng là Chủ tịch Ủy ban Olympic của Phillipines.
Bà được gửi đến trường St. Scholastica's College Manila và hoàn tất tiểu học hạng thủ khoa năm 1943. Năm 1946, bà học trung học một năm tại Tu viện Assumption ở Manila. Sau đó bà được đưa ra nước ngoài để học tập tại Học viện Ravenhill ở Philadelphia, Trường Tu viện Notre Dame ở New York, và Đại học Mount Saint Vincent, cũng ở New York. Bà làm việc tình nguyện trong cuộc vận động tranh cử tổng thống Hoa Kỳ của ứng cử viên Cộng hòa Thomas Dewey năm 1948. Bà học môn khoa học nhân văn và tốt nghiệp năm 1953 với bằng Cử nhân (Bachelor of Arts) môn tiếng Pháp, và bằng phụ trong môn toán học. Bà định trở thành một giáo viên toán và thông dịch viên.

## Lập gia đình
Bà hồi hương và học luật tại Đại học Far Eastern, sở hữu của gia đình ông Nicanor Reyes, Sr. đã quá cố, và cũng là cha chồng của chị bà. Bà ngưng học tập luật năm 1954, khi bà kết hôn Benigno Servillano "Ninoy" Aquino, Jr., con của cựu Chủ tịch Quốc hội. Họ có năm người con: một người con trai, Benigno Simeon Aquino III, người được bầu vào Thượng viện năm 2007 và đắc cử Tổng thống năm 2010, và bốn người con gái, Maria Elena A. Cruz, Aurora Corazon A. Abellada, Victoria Eliza A. Dee, và diễn viên và người đãn chương trình Kristina Bernadette A. Yap. Aquino lúc đầu khó thích nghi với đời sống tỉnh lẻ khi họ dọn nhà đến Concepcion, Tarlac năm 1955, sau khi chồng bà được bầu làm thị trưởng thành phố ở tưổi 22. Được giáo dục ở Mỹ, bà cảm thấy nhàm chán ở Concepcion, và hoan nghênh các cơ hội được ăn tối trong khu quân sự Mỹ ở Clark Field gần đó.
Là thành viên của Đảng Tự do, chồng bà sớm trở thành thống đốc Tarlac, và được bầu vào Thượng viện năm 1967. Trong chính nghiệp của chồng bà, Aquino giữ vai trò người nội trợ nuôi dạy các con cái và đón khách là đồng minh chính trị của chồng mình tại nhà riêng ở Thành phố Quezon. Bà từ chối không lên khán đài với chồng trong các cuộc vận động, mà chỉ đứng ở đằng sau khán giả để nghe ông đọc diễn văn. Tuy nhiên, bà vẫn được chồng hỏi và tôn trọng ý kiến trong các vấn đề chính trị.
Benigno Aquino sớm trở thành một nhân vật đứng đầu chỉ trích chính quyền của tổng thống Ferdinand Marcos thuộc Đảng Nacionalista, và nhiều người suy đoán ông sẽ tranh cử trong cuộc bầu cử năm 1973, khi Marcos bị giới hạn nhiệm kỳ theo hiến pháp. Tuy nhiên, ngày 21 tháng 9 năm 1972, Marcos tuyên bố tình trạng thiết quân luật và sau đó hủy bỏ Hiến pháp năm 1935, và vì thế được giữ chức. Chồng bà là một trong những người đầu tiên bị bắt giữ dưới thiết quân luật, và sau đó bị kết án tử hình. Trong lúc bị giam cầm, Aquino lấy sức mạnh từ cầu nguyện, tham gia Thánh lễ hằng ngày và đọc Kinh Mân Côi ba lần mỗi ngày. Để tỏ lòng hy sinh, bà chỉ thị các con không được tham dự các lễ tiệc, và bà cũng ngưng đi đến tiệm trưng diện sắc đẹp hay mua quần áo mới, cho đến khi một linh mục khuyên bà và các con cứ sống một cuộc sống bình thường.
Năm 1978, mặc dù gặp sự phải đối của bà, chồng bà (đang ngồi tù) quyết định tranh cử vào quốc hội. Bà đã vận động cho chồng, và đã đọc diễn văn lần đầu trong đời, nhưng khi bà biết được cô con gái sáu tuổi Kris rất muốn được đọc diễn văn, bà đã cho con đọc.
Năm 1980, với sự can thiệp của Tổng thống Hoa Kỳ Jimmy Carter, Marcos cho phép Nghị sĩ Aquino và gia đình rời khỏi Philippines đến Hoa Kỳ để trị bệnh. Gia đình định cư tại Boston, và bà Aquino sau này nhớ lại ba năm kế tiếp là giai đoạn hạnh phúc nhất trong cuộc hôn nhân. Ngày 21 tháng 8 năm 1983, ông trở về Philippines một mình, rồi lập tức bị ám sát ngay tại Sân bay quốc tế Manila (sau này đã được đổi tên để vinh danh ông). Bà trở về Philippines vài ngày sau và chủ trì đám tang của chồng, với sự tham dự của trên 2 triệu người, tang lễ lớn nhất lịch sử Philippines.

## Vận động tranh cử tổng thống năm 1986
Trong hai năm sau khi chồng bà bị ám sát, Aquino đã tham gia trong nhiều cuộc biểu tình được diễn ra. Trong tuần cuối tháng 11 năm 1985, Marcos bất ngờ tuyên bố một cuộc bầu cử sẽ được tổ chức vào tháng 2 năm 1986. Lúc đầu, Nghị sĩ Salvador Laurel từ Batangas, con trai của cựu tổng thống Laurel, được xem là người dẫn đầu trong khối chống đối, dưới Các tổ chức Dân chủ Ái quốc Thống nhất. Tuy nhiên, nhà tài phiệt Joaquin "Chino" Roces không tin chắc rằng Laurel có thể thắng được Marcos. Roces bắt đầu phong trào Vận động Cory Aquino Ứng cử Tổng thống để lấy một triệu chữ ký kêu gọi Aquino ứng cử trong vòng một tuần.
Lúc đầu Aquino không muốn ra ứng cử, mặc dù có nhiều người tin rằng bà là ứng cử viên duy nhất có thể thống nhất các khối chống lại Marcos. Sau mười tiếng đồng hồ ngẫm nghĩ tại một tu viện Công giáo, bà đồng ý ứng cử. Lúc đầu Laurel không chịu theo lời kêu gọi rút lui để nhường chỗ cho Aquino và mời bà ứng cử chức phó tổng thống dưới đảng UNIDO của ông. Trái lại, Aquino chịu rời bỏ đảng của chồng mình là Lakas ng Bayan (LABAN), vừa mới hợp nhất với Partido Demokratiko Pilipino, và ứng cử dưới đảng UNIDO với Laurel là ứng cử viên phó tổng thống. Laurel chịu để Aquino ứng cử tổng thống dưới đảng UNIDO trong khi ông ứng cử liên danh phó tổng thống.
Trong cuộc vận động tranh cử diễn ra sau đó, Marcos cáo buộc rằng Aquino đang được các thế lực cộng sản ủng hộ và đã đồng ý chia sẻ quyền lực với họ, và bà trả lời rằng bà sẽ không bổ nhiệm người nào vào nội các của mình. Marcos cũng cáo buộc Aquino đang chơi trò "bóng đá chính trị" với Hoa Kỳ về sự hiện diện của quân đội Hoa Kỳ tại Philippines ở Căn cứ Không quân Clark và Căn cứ Hải quân Subic. Marcos cũng chế nhạo Aquino "chỉ là một phụ nữ" với địa vị là trong phòng ngủ.
Trong cuộc bầu cử ngày 7 tháng 2 năm 1986, nhiều cử tri đã bị đe dọa và không được cho bầu. Trong ngày bầu cử và những ngày sau đó đã có nhiều bạo lực xảy ra, kể cả cuộc ám sát của một trong những đồng minh chính trị hàng đầu của bà, thống đốc tỉnh Antique Evelio Javier. Trong khi kết quả chính thức của Hội đồng Bầu cử (COMELEC) luôn cho thấy Marcos đang dẫn đầu, kết quả không chính thức của Phong trào Quốc gia cho Bầu cử Tự do cho thấy Aquino đang dẫn đầu. Mặc dù 30 nhân viên máy tính của COMELEC đã bỏ việc để lên án sự sắp đặt kết quả có lợi cho Marcos, quốc hội (Batasang Pambansa), dưới sự kiểm soát của những đồng minh của Marcos, đã thông qua kết quả chính thức và tuyên bố Marcos đã thắng cử vào ngày 15 tháng 2 năm 1986. Các Giám mục Công giáo Philippines và Thượng viện Hoa Kỳ đã lên án cuộc bầu cử, và Aquino kêu gọi một cuộc tổng đình công và tẩy chay các doanh nghiệp đang được các đồng minh của Marcos kiểm soát. Bà cũng đã bác bỏ đề nghị chia sẻ quyền lực của nhà ngoại giao Mỹ Philip Habib, được tổng thống Ronald Reagan cử đến để làm bớt căng thẳng.

### Lên chức tổng thống
Ngày 22 tháng 2 năm 1986, cuộc Cách mạng Quyền lực Nhân dân tiến hành sau khi hai đồng minh then chốt của Marcos là Bộ trưởng Bộ Quốc phòng Juan Ponce Enrile và Phó Tư lệnh Quân đội Fidel Ramos kêu gọi Marcos từ chức và ẩn náu trong hai căn cứ quân sự tại Quezon. Aquino, đang ở Cebu khi cuộc nổi dậy bắt đầu, trở về Manila và nhất định đòi nhập vào đám đông ngày càng lớn lên bên ngoài hai căn cứ để làm chướng ngại vật để bảo vệ hai người này. Sáng ngày 25 tháng 2, tại Club Filipino ở San Juan, Aquino đọc tuyên thệ nhậm chức tổng thống được chủ trì bởi Thẩm phán Tòa án Tối cao Claudio Teehankee. Marcos cũng tuyên thệ nhậm chức cùng ngày tại Cung điện Malacañang nhưng tối hôm đó đã tẩu thoát đến Hawaii.

## Tổng thống
Cách lên cầm quyền tương đối êm ả của Aquino sau cuộc Cách mạng Quyền lực Nhân dân đã khiến cộng đồng quốc tế tôn vinh bà như một thần tượng dân chủ. Bà được Tạp chí Time chọn là Nhân vật của Năm vào năm 1986. Bà cũng được đề cử cho Giải Nobel Hòa bình (nhưng không được giải). Vào tháng 9 năm 1986, Aquino đã phát biểu trước lưỡng viện Quốc hội Hoa Kỳ và được ngắt lời bằng tiếng vỗ tay nhiều lần, và Chủ tịch Hạ viện Tip O'Neill gọi đó là "diễn văn hay nhất mà tôi được nghe qua trong 34 năm tôi làm việc trong Quốc hội."
Trong sáu năm dưới chính phủ Tổng thống Aquino, một hiến pháp mới đã được thông qua, cũng như một số cải cách luật pháp, kể cả một luật cải cách ruộng đất. Trong khi các đồng minh của bà giữ đa số ghế trong cả hai viện quốc hội, bà gặp phải nhiều đối lập từ cuộc nổi dậy cộng sản và những quân nhân cánh hữu đã vài lần đảo chính. Chính phủ của bà cũng đã phải đối phó với một vài thiên tai lớn, cũng như một cuộc khủng hoảng điện lực đã ngăn trở nền kinh tế Philippines. Cũng dưới chính phủ bà, Mỹ bắt đầu rút quân ra khỏi các căn cứ quân sự tại Philippines.

### Cải cách hiến pháp và luật pháp
Một tháng sau khi nhậm chức, Aquino đã đưa ra Công bố số 3, tuyên bố chính phủ bà là một chính phủ cách mạng. Bà làm mất hiệu lực Hiến pháp năm 1973 đã được đặt ra trong tình trạng thiết quân luật, và ban bố một "Hiến pháp Tự do" lâm thời trong lúc một hiến pháp mới chưa được ban hành. Bà cũng đã hủy bỏ cơ quan lập pháp Batasang Pambansa (Quốc hội) và tổ chức lại các thành viên trong Tòa án Tối cao. Tháng 5 năm 1986, Tòa án Tối cao mới tổ chức lại tuyên bố chính phủ Aquino "chẳng những là một chính quyền thực tế (de facto) mà còn là một chính quyền hợp pháp (de jure)", và đã được cộng đồng các quốc gia trên thế giới công nhận là chính thống.
Aquino bổ nhiệm 48 thành viên trong một Ủy ban Hiến pháp với nhiệm vụ là phác thảo một hiến pháp mới. Ủy ban, dưới sự quản lý của chủ tịch Cecilia Muñoz-Palma, một thẩm phán Tòa án Tối cao đã về hưu, hoàn tất bản thảo cuối cùng vào tháng 10 năm 1986 Hiến pháp 1987 được phê chuẩn qua một cuộc trưng cầu dân ý vào tháng 2 năm 1987.
Cả hai Hiến pháp Tự do và Hiến pháp 1987 cho phép Tổng thống Aquino thi hành quyền lập pháp cho đến lúc một Quốc hội mới được tổ chức. Bà tiếp tục thi hành quyền lập pháp cho đến khi Quốc hội được tổ chức dưới Hiến pháp năm 1987 được triệu tập vào tháng 7 năm 1987. Trong thời gian đó, Aquino đã ban hành hai bộ luật có nhiều cải cách quan trọng - Bộ luật Gia đình năm 1987 đã cải cách luật pháp dân sự (civil law) về quan hệ gia đình và Bộ luật Hành chính năm 1987 đã tổ chức lại cấu trúc của nhánh hành pháp của chính phủ.
Tuy nhiên, thay vì không thừa nhận các món nợ của chế độ cũ, Aquino đã nhận trả các món nợ đó. Năm 1991, Aquino đã ban hành Bộ luật Chính quyền Địa phương, một phần được viết bởi Aquilino Pimentel, bộ luật này trao nhiều quyền hạn của chính quyền trung ương cho chính quyền địa phương. Bộ luật mới tăng quyền lực các địa phương để đánh thuế địa phương, và đảm bảo họ một phần của thu nhập quốc gia.

### Cải cách ruộng đất

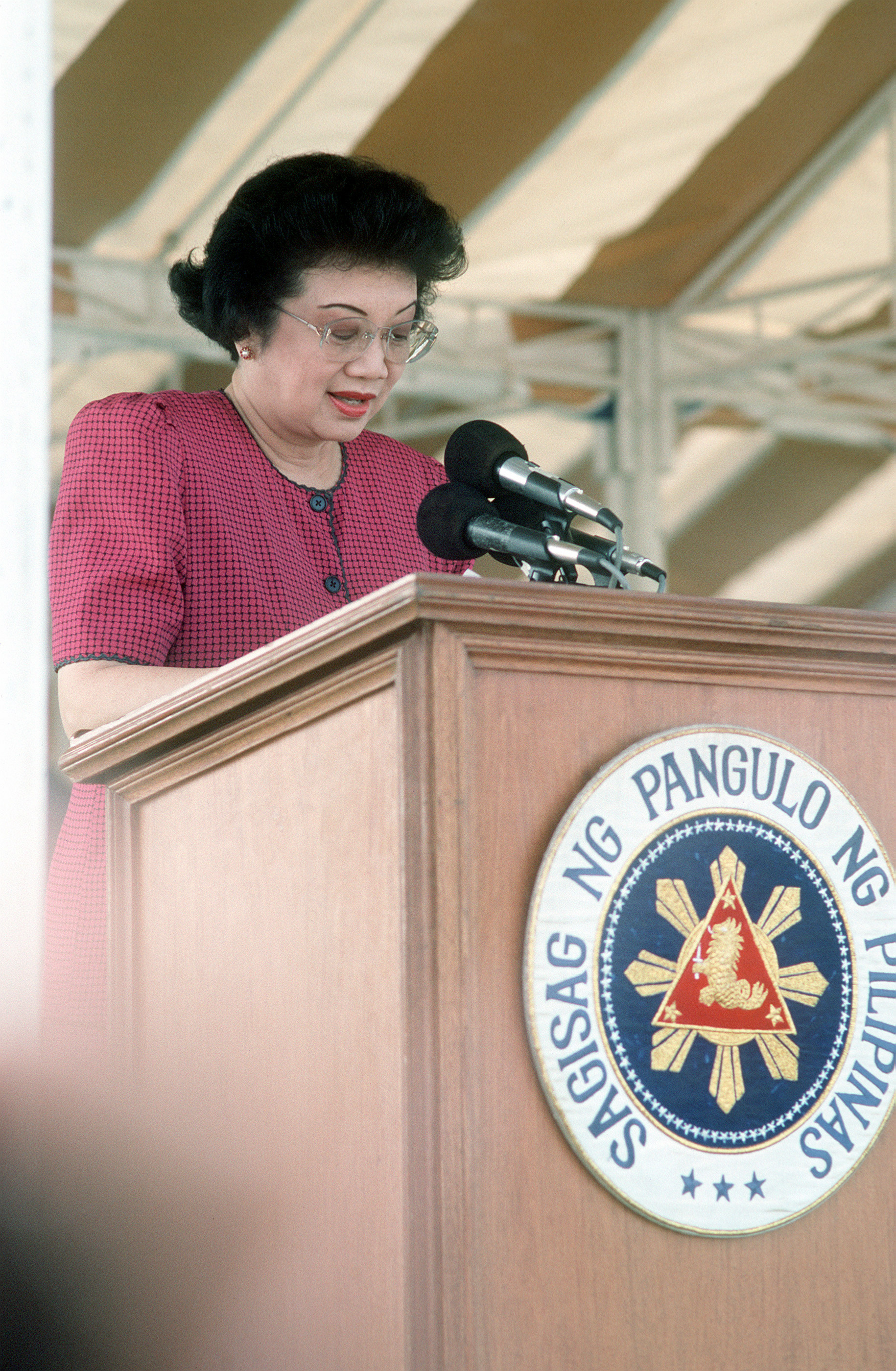
Tổng thống Corazon Aquino phát biểu với nhân viên các căn cứ quân đội tại một cuộc mít tinh ở Remy Field về công ăn việc làm cho các nhân viên người Philippines sau khi người Mỹ rời bỏ các căn cứ

Ngày 22 tháng 7 năm 1987, Aquino đưa ra Công bố số 131 và Chỉ thị Hành pháp số 229, phát ra những nét chính về chương trình cải cách ruộng đất, và mở rộng các thành phần đất đai được cải cách để tính luôn đất sản xuất đường. Chính sách cải cách ruộng đất của bà được Quốc hội thứ 8 thông qua trong năm 1988 thành Luật số 6657, còn được gọi là "Luật Cải cách Ruộng đất Toàn diện" (CARP). Đạo luật cho phép chính phủ chia đất cho nông dân từ đất của địa chủ. Các địa chủ được chính phủ trả tiền bồi thường thích đáng và được phép giứ không quá 5 hecta đất. Địa chủ mà là doanh nghiệp cũng được phép "tự nguyện tước bỏ một phần cổ phần, tài sản hay lợi tức (participation) cho các nhân viên hay những người đủ tư cách thừa hưởng khác", thay vì đưa đất cho chính phủ để chia đất. Tòa án Tối cao xác nhận sự hợp hiến của đạo luật này trong năm 1989, và miêu tả chính sách cải cách ruộng đất như là "một sự sung công lối cách mạng".
Trước khi CARP được thông qua một tổ chức nông dân lớn dưới sự lãnh đạo của Jimmy Tadeo đã cố gắng đem khiếu nại của họ đến chính phủ. Trong các khiếu nại họ đưa ra là sự mong muốn các nông dân được sở hữu đất đai mà họ đang cày cấy. Tuy vậy, họ không đối thoại với Bộ trưởng Cải cách Ruộng đất Heherson Alvarez mà lại diễn hành đến Mendiola và khi nhóm nông dân muốn xuyên qua đường cảnh sát, một vài lính thủy quân lục chiến đã nổ súng, làm thiệt mạng khoảng 12 người và làm bị thương 39 người. Sự việc này đã khiến Ka Pepe Diokno và một số thành viên trong chính phủ Aquino phải từ chức.
Tài sản đất đai của Aquino, được thừa hưởng từ cha mẹ bà, cũng gây ra tranh cãi. Bà sở hữu một đồn điền 6.453 hecta tên là Hacienda Luisita ở Tarlac do công ty Phát triển Tarlac làm chủ. Dưới luật cải cách ruộng đất, công ty Phát triển Tarlac đã thành lập Hacienda Luisita, Incorporated (HLI) để phân chia cổ phần cho các nông dân làm việc tại đồn điền. Doanh nghiệp mới này được sở hữu phần nông nghiệp của đồn điền, và đã chia sẻ cổ phần cho nông dân. Sứ sắp đặt này được duy trì cho đến năm 2007, khi Bộ Cải cách Ruộng đất hủy bỏ chương trình phân chia cổ phần tại Hacienda Luisita, và chỉ thị phân chia một phần lới của cải cho các nông dân. Bộ đã can thiệp vào vụ này khi bạo động xảy ra khi số nhân viên bị giảm bớt tại Hacienda năm 2004, làm thiệt mạng 7 người.

### Các cuộc nổi dậy và đảo chính

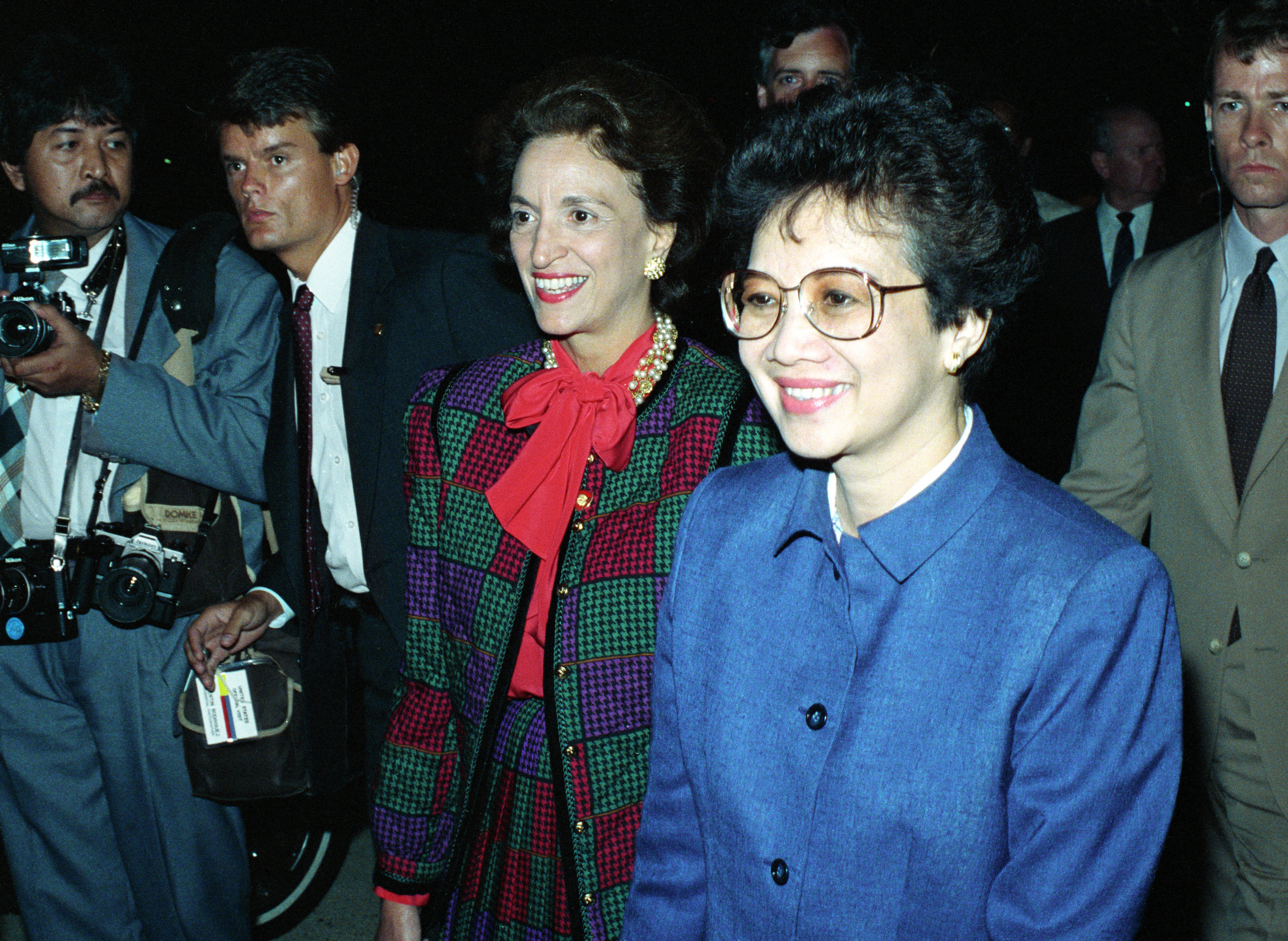
Tổng thống Aquino chào đón các viên chức trong lúc đang đi qua đường băng hành khách tại Căn cứ Không quân Andrews.

Từ 1986 đến 1989, Aquino đã phải đối đầu với một số cuộc đảo chính không thành do các quân nhân trong Quân đội Philippines để lật đổ chính phủ Aquino. Hầu hết các âm mưu đều là của Phong trào Cải cách Lực lượng Vũ trang (RAM) bao gồm một nhóm sĩ quan trung cấp có quan hệ gần gũi với Bộ trưởng Quốc phòng Juan Ponce Enrile. Các quân nhân trung thành với cựu tổng thống Marcos cũng đã tham gia trong một số cuộc đảo chính. Năm cuộc đảo chính đầu tiên đã bị dập tắt trước khi tiến hành hay đã bị đàn áp dễ dàng và không đỏ máu. Lần thứ sáu, tiến hành vào ngày 28 tháng 8 năm 1987, đã khiến 53 người thiệt mạng và trên 200 người bị thương, kể cả con trai của bà, Noynoy. Lần thứ bảy và cuối cùng, diễn ra vào tuần đầu tháng 1 năm 1989, đã kết thúc với 99 người bị chết (kể cả 50 dân thường) và 570 người bị thương.
Mặc dù chính phủ Aquino đã không bị lật đổ, nó cũng đã bị yếu đi vì các cuộc đảo chính đã cho thấy tình trạng chính trị không ổn định, một quân đội bất trị, và đã giảm đi sự tin tưởng của các nhà đầu tư nước ngoài vào nền kinh tế Philippines. Riêng cuộc đảo chính năm 1989 đã đem lại tổn thất từ 800 triệu đến 1 tỷ peso.
Các âm mưu tháng 11 năm 1986 và tháng 8 năm 1987 đã khiến chính phủ Aquino phải tổ chức lại. Do có sự dính líu của Bộ trưởng Quốc phòng Enrile trong âm mưu tháng 11 năm 1987, Aquino đã cách chức ông vào ngày 22 tháng 11 năm 1986 và tuyên bố cải tạo nội các "để cho chính phủ một cơ hội bắt đầu lại từ đầu." Cuộc cải tạo đã dẫn đến sự ra đi của Bộ trưởng Lao động Augusto Sanchez, bị xem là một nhân vật cánh tả, được xem là một biện pháp thỏa hiệp vì những người đảo chính đã đòi hỏi làm sạch các thành viên cánh tả trong nội các. Sau cuộc đảo chính không thành tháng 8 năm 1987, chính phủ Aquino được xem là đi đến cánh hữu, loại bỏ các viên chức bị xem là cánh tả như Bộ trưởng Hành pháp Joker Arroyo và cho phép lập những lực lượng vũ trang bán quân sự để chống lại cuộc nổi dậy cộng sản. Người ta cũng tin rằng Tướng Fidel Ramos, người vẫn trung thành với Aquino, trở thành người có địa vị số 2 sau khi ông đã thành công dập tắt cuộc đả chính. Tất cả các quân nhân cũng được tăng lương.
Bà Aquino đã kiện nhà bình luận cho tờ Philippine Star Louie Beltran và nhà xuất bản Maximo Soliven về tội phỉ báng sau khi Beltran đã viết rằng bà đã trốn dưới gầm giường trong cuộc đảo chính tháng 7 năm 1987 khi Cung điện Malacañang bị bao vây.

### Thiên tai và tai nạn
Trong hai năm cuối nhiệm kỳ, chính phủ Aquino đã gặp một loạt thiên tai. Trận động đất Luzon năm 1990 đã làm thiệt mạng khoảng 1600 người, với khoảng một ngàn người thiệt mạng trong Thành phố Baguio. Núi Pinatubo, một núi lửa không hoạt động lâu năm, bỗng dưng phun lửa vào năm 1991 - đây là cuộc phun lửa lớn thứ nhì của thế kỷ 20, làm thiệt mạng khoảng 300 người và làm thiệt hại lâu năm nhiều vùng đất đai tròng trọt ở miền trung Luzon. Thiệt hại nhân mạng cao nhất xảy ra khi Bão Thelma (còn gọi là Bão Uring) đã gây nên lũ lụt ở Thành phố Ormoc vào tháng 11 năm 1991, làm 6000 người chết và trở thành cơn bão chết chóc nhất trong lịch sử Philippines.
Trong nhiệm kỳ của Corazon Aquino nạn điện yếu thỉnh thoảng diễn ra và nhiều nhà đã mua máy phát điện. Công ty điện lực quốc gia đã gặp nhiều phàn nàn vì Ernesto Aboitiz, giám đốc công ty điện lực, cũng là một cổ đông trong một công ty bán máy phát điện. Cũng trong nhiệm kỳ của Aquino mà chiếc tàu MV Doña Paz bị đắm, trở thành tai nạn đường thủy tai hại nhất trong lịch sử Philippines. Tai nạn này xảy ra vào tháng 12 năm 1987, làm thiệt mạng hơn 1700 người.

### Vai trò trong cuộc vận động tranh cử tổng thống năm 1992
Vì hiến pháp do chính bà ban hành không cho phép tổng thống phục vụ hơn một nhiệm kỳ 6 năm, Aquino không thể ứng cử trong cuộc bầu cử tổng thống năm 1992. Thay vào đó, Aquino đã ủng hộ Bộ trưởng Quốc phòng Fidel V. Ramos (lúc đầu bà đã chỉ định Ramon Mitra, Jr., cựu Bộ trưởng Nông nghiệp trong nội các của bà và sau đó là Chủ tịch Hạ viện làm ứng cử viên của mình). Ramos chính là phó tổng tư lệnh trong thời Marcos và việc ông đi theo phía Aquino là một bước đi then chốt trong cuộc cách mạng nhân dân. Lựa chọn này không được những người ủng hộ bà ủng hộ lắm, trong đó có Giáo hội Công giáo (Ramos là một tín đồ Tin Lành). Ramos thắng cử với 23,58% số phiếu và kế nhiệm Aquino làm tổng thống vào ngày 30 tháng 6 năm 1992.

## Sau tổng thống

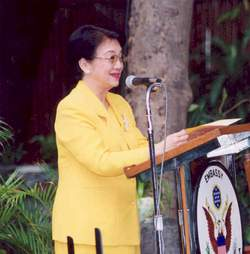
Aquino phát biểu trước lễ trao giải Ninoy Aquino tại Tòa đại sứ Hoa Kỳ ở Manila

Sau khi kết thúc nhiệm kỳ, Aquino trở về cuộc sống thường dân. Khi bà rời khỏi lễ nhậm chức của người kế nhiệm mình, bà dùng chiếc Toyota Crown giản dị mà bà đã mua thay vì chiếc Mercedes do chính phủ cấp, để nói rõ rằng từ nay bà là một công dân bình thường.
Aquino đã lãnh đạo Quỹ PinoyME, một tổ chức phi lợi nhuận giúp đỡ các cơ sở tín dụng vi mô cho vay tiền. Bà cũng đã quản lý các dự án phúc lợi xã hội và giúp đỡ bằng học bổng qua Quỹ Benigno S. Aquino, và ủng hộ chính phủ tốt qua Ủy ban Quyền lực Nhân dân EDSA, và Phong Trào Quyền lực Nhân dân.
Bà cũng là thành viên của Hội đồng của các Nhà lãnh đạo Thế giới Phụ nữ, một mạng lưới bao gồm các nữ tổng thống và thủ tướng hiện tại và quá khứ với mục đích là huy động các nhà lãnh đạo phụ nữ toàn cầu để hành động chung trong các vấn đề quan trọng đến phụ nữ và phát triển bình đẳng.
Aquino cũng là một họa sĩ tài ba, và thường tặng những bức tranh vẽ của mình cho các bạn thân và người quen, kể cả cách nhà lãnh đạo thế giới, nhà ngoại giao, và giám đốc các đoàn thể.

### Các hoạt động chính trị
Aquino tiếp tục phát biểu về các vấn đề chính trị. Trong cuộc bầu cử tổng thống năm 1998, bà ủng hộ ứng cử viên Alfredo Lim, đương kim thị trưởng Manila, nhưng ông đã về thứ năm. Tháng 1 năm 2001, Aquino đóng một vai trò tích cực trong cuộc Cách mạng EDSA thứ nhì lật đổ Tổng thống Joseph Estrada và đưa Gloria Macapagal-Arroyo vào chức vụ tổng thống. Năm 2005, Aquino đã lên án Tổng thống Macapagal-Arroyo với cáo buộc bà đã sắp đặt trước kết quả cuộc bầu cử tổng thống năm 2004. Bà đã tham gia biều tình chống chính phủ Arroyo và kêu gọi Tổng thống Arroyo từ chức.
Tháng 12 năm 2008, Aquino đã bày tỏ hối tiếc vì đã tham gia trong cuộc Cách mạng EDSA năm 2001 và đã trực tiếp xin lỗi cựu Tổng thống Joseph Estrada, người đã bị cuộc nổi dậy đó lật đổ. Tuy nhiên, một phát ngôn viên của bà đã giải thích rằng lời nói của bà đã bị trích chưa trọn ngữ cảnh, lời xin lỗi của bà chỉ là câu đùa giỡn về một việc khác vui vẻ hơn.
Trong cuộc tổng tuyển cử năm 2007, Aquino đã tích cực vận động cho người con trai của mình, ông Benigno III, đã ứng cử thành công cho một ghế trong Thượng viện.

### Vinh danh
Sau khi rời khỏi chức vụ tổng thống, Aquino đã nhận được nhiều tuyên dương và danh dự. Năm 1994, Aquino được liệt kê là một trong 100 Phụ nữ đã Ảnh hưởng Lịch sử Thế giới trong một quyển sách tham khảm của tác giả Gail Meyer Rolka và xuất bản bởi nhà xuất bản Bluewood Books ở San Francisco, California. Năm 1996, bà nhận được Giải J. William Fulbright cho Sự thông cảm Quốc tế từ Hội Fulbright, theo chân các người nhận giải trong quá khứ như Jimmy Carter và Nelson Mandela. Tháng 9 năm 1999, được Tạp chí Time chọn làm một trong 20 nhân vật châu Á có ảnh hưởng nhất trong thế kỷ 20 bên cạnh các nhân vật như Tôn Dật Tiên, Mao Trạch Đông, Hồ Chí Minh, Pol Pot và Mohandas Gandhi. Tháng 11 năm 2006 báo này cũng liệt kê bà trong danh sách 65 Anh hùng châu Á vĩ đại, cùng với những tên tuổi như Mohandas Gandhi, Đặng Tiểu Bình, Aung San Suu Kyi, Lý Quang Diệu, Quốc vương Bhumibol Adulyadej, và Đại tướng Võ Nguyên Giáp.
Năm 2002, Aquino trở thành phụ nữ đầu tiên được vào Ban điều hành trường Asian Institute of Management, một trường kinh doanh hậu đại học và cơ quan chuyên gia cố vấn hàng đầu trong khu vực châu Á Thái Bình Dương. Bà phục vụ trong Ban điều hành cho đến năm 2006.

### Sức khỏe
Vào ngày 24 tháng 3 năm 2008, gia đình Aquino báo tin bà đã bị chẩn đoán bệnh ung thư ruột thừa. Trong lúc ban đầu bà được các bác sĩ cho biết bà chỉ sống được 3 tháng nữa, bà vẫn muốn được liệu pháp hóa trị (chemotherapy). Trong phát biểu ngày 13 tháng 5 năm 2008, bà tuyên bố rằng thử máu đã cho thấy bà cơ thể bà đang có phản ứng tích cực cho sự điều trị.:
Đến tháng 7 năm 2009, có tin đưa ra cho rằng bà đang bệnh trầm trọng và đã được đưa đến Trung tâm Y tế Makati do không còn thèm ăn nữa. Bà và gia đình đã quyết định không nhận điều trị nữa.

## Qua đời
Aquino qua đời vì biến chứng của bệnh ung thư ruột thừa ở tuổi 76 vào lúc 3:18 sáng ngày 1 tháng 8 năm 2009, tại Trung tâm Y tế Makati. Bà đã được chẩn đoán bệnh này vào tháng 3 năm 2008 nhưng vẫn xuất hiện trong công chúng trong năm 2009. Là một người Công giáo mộ đạo, bà vẫn tham gia Thánh lễ cuối tuần cho đến khi gần ngày được đưa vào bệnh viện vào cuối tháng 6.
Các giáo phận Công giáo đã dâng các thánh lễ cầu hồn cho bà. Cùng lúc, chính phủ đã tuyên bố tang buồn cái chết của bà trong một tuần. Cựu Tổng thống Estrada nói rằng họ đã mất một "người mẹ" và một "tiếng nói dẫn dắt nhân dân." Thượng viện cũng đã tỏ lòng thương tiếc đối với cái chết của bà; Chủ tịch Thượng viện Juan Ponce Enrile, người cùng với Fidel Ramos đã mở đầu cuộc Cách mạng Quyền lực Nhân dân, kêu gọi dân chúng cầu nguyện cho bà. Lãnh đạo phe thiểu số Aquilino Pimentel, người từng phục vụ trong nội các của bà, nói "Chúng ta sẽ luôn mang ơn Cory trong việc thống nhất cả quốc gia trong chiến dịch lật đổ chế độ độc tài và phục hồi nền dân chủ."
Nhiều nhân vật quốc tế cũng tỏ lòng thương tiếc. Ngoại trưởng Hoa Kỳ Hillary Clinton nói rằng Aquino "đã được thế giới cảm phục vì sự dũng cảm khác thường của bà". Phát ngôn viên Nhà Trắng Robert Gibbs nói rằng "Sự dũng cảm, quyết tâm, và lãnh đạo tinh thần của bà là một nguồn cảm hứng cho tất cả chúng ta và một ví dụ của những gì hay nhất của người Philippines." Các đại sứ khác cũng gởi lời chia buồn sau cái chết của bà.

## Các giải thưởng và thành tích
- 1986 Người của Năm của Tạp chí Time
- 1986 Giải Nhân quyền Eleanor Roosevelt
- 1986 Huy chương Bạc Liên Hợp Quốc
- 1986 Giải Quốc tế vì Tự do Canada
- 1986 Được đề cử Giải Nobel Hòa bình
- 1986 Giải Dân chủ Quốc tế từ Hội Chuyên viên Chính trị Quốc tế
- 1987 Giải vì Tự do từ Quốc tế Tự do
- 1993 Giải Hòa bình Đặc biệt từ Quỹ Giải Hòa bình Aurora Aragon Quezon và Hội phụ nữ Quan tâm Philippines
- 1995 Giải Đường đến Hòa bình
- 1996 J. William Fulbright Prize for International Understanding của Bộ Ngoại giao Hoa Kỳ
- 1998 Giải Ramon Magsaysay cho Sự thông cảm Quốc tế
- 1998 Giải Pearl S. Buck
- 2001 Giải Công dân Thế giới
- 2005 Giải Cầu nối Lãnh đạo của David Rockefeller
- EWC Asia Pacific Community Building Award
- Women's International Center International Leadership Living Legacy Award
- Giải Hòa bình Bất bạo động Martin Luther King Jr.
- United Nations Development Fund for Women Noel Award for Political Leadership

## Bằng danh dự
- Tiến sĩ trong lĩnh vực Quan hệ Quốc tế, honoris causa, từ:
  - Đại học Boston ở Boston
  - Đại học Eastern ở St. David, PA
  - Đại học Fordham ở New York
  - Đại học Waseda ở Tokyo
- Tiến sĩ luật, honoris causa, từ:
  - Đại học Philippines
  - Đại học Santo Tomas ở Manila
- Tến sĩ Nhân văn (Humane Letters), honoris causa, từ:
  - Đại học Ateneo de Manila
  - Đại học Mount Saint Vincent ở New York
  - Đại học Xavier (Thành phố Cagayan de Oro, Philippines)
- Tiến sĩ Nhân văn (Humanities), honoris causa, từ:
  - Đại học San Beda ở Manila, 2000
  - Đại học Seattle, 2002
  - Đại học Stonehill ở Massachusetts
  - Đại học Oregon, 1995